# Ławki w parku
Ławki w parku (tytuł oryginalny: Stolat në park) – albański film fabularny z roku 1988 w reżyserii Bujara Kapexhiu.

## Opis fabuły
Zakochani w Tiranie są coraz częściej "ofiarami" świeżo malowanych ławek w parkach. Ich płaszcze coraz częściej trafiają do nielicznych pralni chemicznych. Wśród "poszkodowanych" jest też Edlira, córka kierownika pralni chemicznej. Jej rodzice próbują znaleźć wśród klientów pralni odpowiedniego kandydata na męża Edliry. Pomaga im w tym pewien sfrustrowany pisarz, narzekający na swój los.
Film realizowano w Tiranie.

## Obsada
- Agim Qirjaqi jako Aleks
- Pavlina Mani jako Antigoni
- Eva Alikaj jako Edlira
- Anastas Kristofori jako Piro
- Kledi Kapexhiu jako Eri
- Elida Janushi jako żona Aleksa
- Andon Qesari jako reżyser
- Merkur Bozgo jako dyrektor
- Met Bega jako krewny Edliry
- Melpomeni Çobani
- Vilson Gjoça
- Veli Rada
- Xhevahir Zeneli